# Халдия (Индия)
Халдия (англ. Haldia, бенг. হলদিয়া) — город и муниципалитет в округе Восточный Миднапур, штат Западная Бенгалия, Индия. Расположен в 30 км к юго-западу от Калькутты, в месте впадения реки Хугли в Бенгальский залив. Является крупным промышленным центром и важным торговым портом. По данным переписи 2011 года население города составляло 200 762 человека. Уровень грамотности равнялся 89,06 %. Основной язык населения — бенгали.